# O'hara Ravick
O'hara Ravick Martins Souza (Paulista, 23 de maio de 1991), mais conhecida como O'hara Ravick, é uma cantora brasileira de forró eletrônico, que integra os vocais da banda Calcinha Preta.

## Carreira
Pernambucana de Paulista, cidade localizada a cerca de 18 Km da capital Recife, O'hara iniciou a carreira aos 13 anos de idade, cantando em barzinhos. Como a grande maioria dos artistas do forró eletrônico, O'hara passou por diversas bandas. Dentre elas, estão: Mala Mansa em 2006, Mato Cearense e Forró Santanna em 2007, Forró Sacudido em 2008 e Forró Balancear em 2009.
Antes de integrar a Calcinha Preta, O'hara passou pela banda Limão com Mel onde permaneceu de 2012 a 2014, O'hara também cantou na banda de axé Axerife, onde permaneceu de 2014 a 2018.Também teve breve passagem pela banda Forró dos Plays no início do ano de 2018, antes de integrar a banda Magníficos, onde permaneceu de 2018 a 2023.
No ano de 2019, durante sua passagem pela banda paraibana Magníficos, O'hara Ravick conseguiu emplacar uma música na trilha sonora do seriado Aruanas, da TV Globo. Trata-se da canção É Amor Demais.
O'hara recebeu o convite da Calcinha Preta no momento mais difícil que o grupo atravessou. Paulinha Abelha, já era falecida há um ano e a banda ainda não havia preenchido a vaga que ela deixou. Coube a O'hara a responsabilidade de preencher essa vaga sem ganhar olhares de substituta pelo público, o que, naturalmente, poderia causar certa rejeição. A cantora já era bem conhecida em Sergipe, pois se apresentava pela banda Magníficos desde 2018, não só na capital Aracaju, como em todo o estado.
O'hara fez sua estréia pela Calcinha Preta no dia 06 de abril de 2023.